# Shripal Morakhia
Shripal Morakhia (marathi: श्रीपाल मोराखिया) és un empresari, director de cinema i productor de cinema indi. Morakhia és més conegut pel seu debut com a director l'any 2005 Naina. Actualment, Morakhia és president de Smaaash, una empresa d'entreteniment esportiu amb el seu soci de capital i exjugador de cricket Sachin Tendulkar.
Morakhia va ser corredor de borsa i assistent executiu del president de la Borsa de Nova York. A partir de llavors, Morakhia també va obrir un banc d'inversió SSKI i un portal en línia Sharekhan.
Morakhia va fundar el centre d'entreteniment Smaaash l'any 2012 que posseeix el capital d'1.500 milions de rupies després de la inversió de FW Sports Investment Fund (FSIF). L'empresa està col·laborada per STAR India.
Morakhia també va llançar la seva empresa de producció i distribució cinematogràfica anomenada iDream Productions a principis de l'any 2000 i va distribuir moltes pel·lícules. Morakhia té una participació del 50% de la casa de producció.
El projecte de direcció de Morakhia Naina es va enfrontar a l'oposició del públic i dels oftalmòlegs de l'Índia, afirmant que la pel·lícula desanimarà els donants d'ulls a donar ulls. Morakhia va defensar la pel·lícula, dient que Naina no desanimaria cap institució mèdica.

## Filmografia
- Naina (2005)